# Héric de Beaujeu

Wappen Hérics de Beaujeu

Héric de Beaujeu († 1270 vor Tunis) war ein Marschall von Frankreich im 13. Jahrhundert.
Er entstammte dem Haus Beaujeu und war ein jüngerer Sohn des Sire Guichard II. von Montpensier. Sein älterer Bruder Humbert II. von Montpensier war Connétable von Frankreich, während sein jüngerer Bruder Guillaume de Beaujeu zum Großmeister des Templerordens aufstieg.
Er war Herr von Herment und heiratete Arengarde, Tochter des Vizegrafen Guillaumes II. d’Aubusson.
Héric wurde um 1265 wohl zusammen mit Renaud de Précigny von König Ludwig IX. zum Marschall ernannt, nachdem Henri II. Clément gestorben war. Er nahm 1270 am Kreuzzug nach Tunis teil, wo er während der Ruhrseuche im Feldlager starb. Sein Amtskollege Renaud de Précigny starb ebenfalls auf diesem Kreuzzug im Kampf gegen die Sarazenen.

## Weblink
- chevalierspourpres.com: Les Maréchaux de France au Moyen Âge (Memento vom 12. September 2011 im Internet Archive) (französisch)

| Personendaten    | Personendaten                              |
| ---------------- | ------------------------------------------ |
| NAME             | Beaujeu, Héric de                          |
| KURZBESCHREIBUNG | Marschall von Frankreich, Herr von Herment |
| GEBURTSDATUM     | 13. Jahrhundert                            |
| STERBEDATUM      | 1270                                       |
| STERBEORT        | bei Tunis                                  |